# Vayssierea elegans
Vayssierea elegans — вид голозябрових молюсків родини Okadaiidae.

## Поширення
Вид поширений в Індійському та на заході Тихого океану.

## Опис
Дрібний голозябровий молюск завдовжки до 4-5 мм. Зябер немає, ринофори гладкі. Забарвлення тіла червоне, рідше — жовте або помаранчеве.

## Спосіб життя
Трапляються на глибині до 5 м на нижньому боці каменів і водоростях. Живляться багатощетинковими червами з родини Spirorbidae. Розмножуються влітку і восени, відкладають маленькі округлі кладки.